# Enicospilus strigilatus
Enicospilus strigilatus är en stekelart som beskrevs av Tang 1990. Enicospilus strigilatus ingår i släktet Enicospilus och familjen brokparasitsteklar. Inga underarter finns listade i Catalogue of Life.